# إليو لوكاتيللي
إليو لوكاتيللي (بالإيطالية: Elio Locatelli)‏ هو مدرب رياضي إيطالي، ولد في 15 أبريل 1943 في كانالي ‏ في إيطاليا.

## وصلات خارجية
- إليو لوكاتيللي على موقع SpeedSkatingBase.eu (الإنجليزية)
- إليو لوكاتيللي على موقع SpeedSkatingNews.info (الإنجليزية)
- إليو لوكاتيللي على موقع SpeedSkatingStats.com (الإنجليزية)
- إليو لوكاتيللي على موقع اللجنة الأولمبية الدولية (الإنجليزية)
- إليو لوكاتيللي على موقع أوليمبيديا (الإنجليزية)